# Japanese Funeral
Japanese Funeral je britský němý film z roku 1905. Režisérem je Cecil Hepworth (1873–1953). Film je dlouhý 19,8 metrů a trvá zhruba pět minut.

## Děj
Film zachycuje velkolepý pohřební průvod rikš a koňského povozu demonstrující bohatství a moc zesnulého.